# Gmina Szerzyny
Die Gmina Szerzyny ist eine Landgemeinde im Powiat Tarnowski der Woiwodschaft Kleinpolen in Polen. Ihr Sitz ist das gleichnamige Dorf.

## Gliederung
Zur Landgemeinde (gmina wiejska) Szerzyny gehören folgende fünf Dörfer mit einem Schulzenamt (sołectwo):
Czermna, Ołpiny, Swoszowa, Szerzyny und Żurowa.

## Söhne und Töchter
- Czesław Stanula (1940–2020), Ordensgeistlicher, katholischer Bischof von Itabuna in Brasilien; geboren in Szerzyny.